# Gloria Bellicchi
Gloria Bellicchi, née à Parme le 2 février 1979, est une actrice italienne, une personnalité de la télévision et une ancienne mannequin, élue Miss Italie 1998.

## Biographie
Née à Parme mais élevée à Salsomaggiore Terme, elle a été élue Miss Italie en 1998 à l'âge de 19 ans, après avoir obtenu son diplôme de fin d'études secondaires. Bellicchi a été la dernière Miss Italie à représenter l'Italie à Miss Univers. En 1999, elle a été engagée par l'agence de mannequins Elite, qui l'a amenée à défiler sur les podiums de Milan et de Rome pour des stylistes tels que Laura Biagiotti, Enrico Coveri, Annabella, Gattinoni et Lancetti.
Avant de renoncer à son titre, elle présente Let's Miss Again pour Rai 1, une avant-première du célèbre concours de beauté. En 1999-2000, avec Denny Méndez, elle est aux côtés de Marco Columbro et Simona Ventura dans l'émission Scherzi a parte. Depuis 2000, elle collabore avec Riccardo Gay Model Management, défilant à Paris, Londres, Vienne, Moscou, au Japon et au Brésil. En juillet de la même année, Rete 4 diffuse la sit-com In crociera, réalisée par Roberto Quaglino, dans laquelle elle joue un rôle principal. De 2003 à 2008, elle fait partie de la distribution de l'émission Pianeta Mare de Rete 4. En mars 2006, elle est diplômée de l'université de Milan en sciences politiques, avec une spécialisation en politique internationale.
En 2009, elle a joué dans l'épisode Sesso e segreti de la deuxième saison de L'ispettore Coliandro, réalisé par Manetti Bros ; au théâtre, elle a été Patty Pat, la charmante et pétillante secrétaire de Corrado Tedeschi, dans la brillante comédie L'anatra all'arancia, présentée pour la première fois le 5 mai au Teatro Manzoni de Milan. Au cours de la saison télévisuelle 2009-2010, elle anime l'émission Piccola Enciclopedia della Cucina sur la chaîne Alice et est actrice dans la fiction R.I.S. Roma - Delitti imperfetti (Les Spécialistes : Rome).
En 2010, elle s'est également spécialisée en obtenant un master en marketing et communication et, en 2011, un master en production et distribution de films. Depuis 2010, elle est également consultante chez Morris Casini & Partners et professeur de marketing de la mode à la MP&C School pour le cours MOBEL, Marketing Fashion and Luxury Goods. Elle tient une chronique de voyage dans le magazine mensuel Ragazza moderna et écrit sur la recherche dans le magazine People. Depuis 2012, elle est manager chez Logo Film. La même année, elle a fondé l'association culturelle Sursum Corda, qui promeut et valorise le rôle des femmes dans la culture, la société et le monde du travail, à travers des événements, des conférences et des représentations théâtrales.

### Vie privée
En 2007, elle a épousé l'avocat romain Andrea Prosperi (1973-2022), dont elle s'est séparée deux ans plus tard.
Depuis 2009, elle entretient une relation amoureuse avec l'acteur Giampaolo Morelli ; le 14 août 2013, le couple a eu son premier enfant. En 2016, leur deuxième enfant est né.

## Filmographie
- In crociera (La croisière) – série TV (2000)
- L'ispettore Coliandro (L'inspecteur Coliandro) – série TV, épisode : Sesso e segreti (Sexe et secrets) (2009)
- R.I.S. Roma - Delitti imperfetti (Les Spécialistes : Rome) – série TV, 4 épisodes (2010)
- Yara, réalisé par Marco Tullio Giordana (2021)

## Théâtre
- L'anatra all'arancia (Le canard orange), réalisé par Ennio Coltorti (2009-2010)
- Il Paradiso può aspettare (Le paradis peut attendre), réalisé par Sebastiano Rizzo (2010)

## Télévision
- Miss Italie 1998 (Rai 1, 1998) - concurrente, vainqueur
- Miss Univers 1999 (CBS, 1999) - concurrente
- Let's Miss Again (Rai 1, 1999)
- Scherzi a parte (Blague à part) (Canale 5, 1999) - valet
- Pianeta Mare (Planète Mer) (Rete 4, 2003-2008) - envoyée
- Fornelli in crociera (Cuisinières de croisière) (Rete 4, 2004) - envoyée
- Piccola enciclopedia della cucina (Petite encyclopédie de la cuisine) (Alice, 2009-2010)